# Bulbophyllum auriflorum
Bulbophyllum auriflorum là một loài phong lan thuộc chi Bulbophyllum.